# 콜로키
콜로키는 토의의 한 방식이다.
소집단 의사소통의 대표적인 유형은 토의이다.
토의의 방법은 토의의 유형과 밀접한 연관을 맺는다. 토의의 유형에 따라 토의의 방법이 달라지기 때문이다. 전통적으로 토의의 방법은 원탁토의, 대화식토의, 패널, 심포지엄-포럼, 콜로키, 강의-포럼 등 여섯 가지로 분류되어 왔다.(Applbaum et al., 1974) 콜로키는 이런 토의의 한 방법이다. 
콜로키(Colloquy)는 한 사람의 패널로 구성된 콜로키와 두 사람의 패널로 구성된 콜로키로 구분할 수 있다. 단일 패널 콜로키에서는 의장의 전문가 패널 소개 및 토의주제 소개, 패널 토의 및 청중의 질문 등의 절차를 밟게 되며, 두 사람의 패널로 구성된 콜로키에서는 의장의 전문가 패널과 일반 패널 소개 및 토의주제 소개, 전문가 패널의 토의 활동(일반 패널의 의견 제시가능), 의장 및 일반 패널의 질문, 의장의 토의 내용 요약 및 종결 등의 절차를 밟는다.